# 秋田焼山
秋田焼山（あきたやけやま）は、秋田県の北東部に位置し、鹿角市と仙北市との境界にある活火山である。

## 概要
直径約7kmの成層火山である。熊沢山、硫黄山とも言われている。
直径600mの外輪山があり、焼山の山頂は外輪山の南西の縁にある。デイサイトの溶岩円頂丘が、火口底の中央火口丘鬼ヶ城と火口南東縁にある。主山体東側に側火山栂森がある。また、中央火口丘である国見台から東に溶岩が流出している。山体南側には側火山黒石森がある。

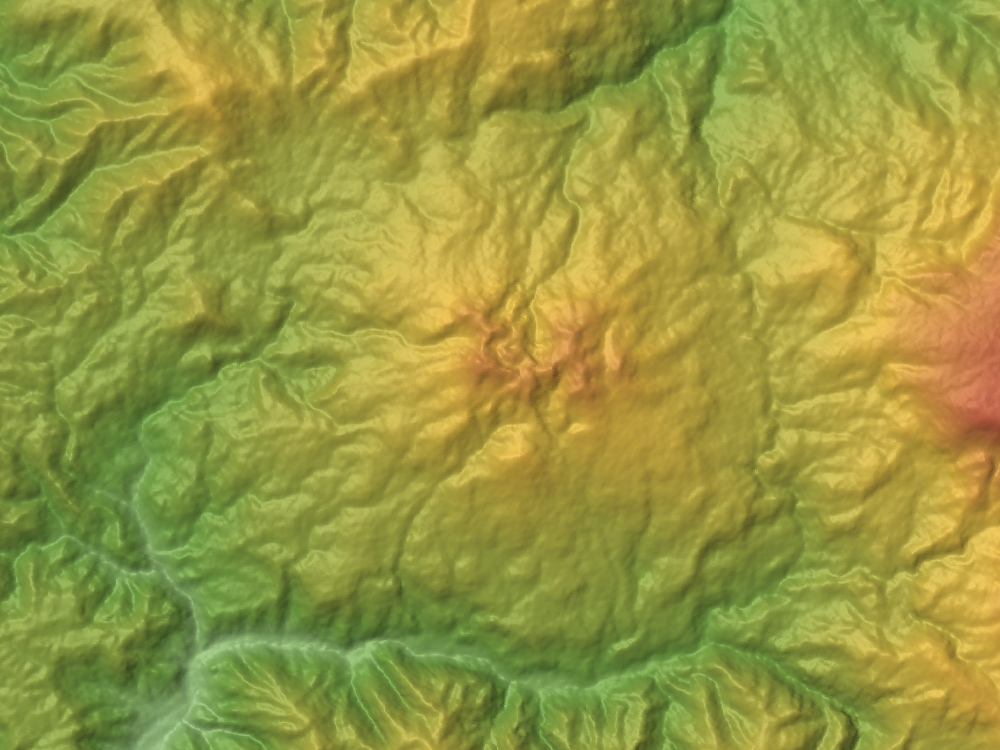
秋田焼山火山の地形図

山頂部には直径700mほどの山頂火口である湯沼がある。湯沼は白濁しており、盛んに水蒸気を噴出し、周囲には硫黄臭が立ち込めている。この沼の東部には溝が掘られている。これは湖底に沈殿した湯花を取るために、阿部藤助が掘ったものである。このため、大正年間にはこの沼からは水がなくなり、湯花ばかりの湖底が見えていた。湯花を取った後は、また溝をせき止め湯花の沈殿を待つ計画であった。
1952年頃には、荻原鉱業が湯沼まで索道を通し、湯沼や中ノ沢から硫黄を採掘していた。当時鉱山では約200人が働いていた。精鉱された硫黄は毎月800tほどで、索道とトラック運送で八幡平駅まで運ばれていた。また玉川鉱業は名残峠の西約1kmまで索道を通し、38人が毎月200tほどの硫黄を生産していた。
写真の山頂右下にあるのが、中央火山丘である溶岩ドームの鬼ヶ城である。その下に見える建物が、焼山避難小屋である。鬼ヶ城上方の外輪山のへりに、名残峠がある。名残峠周辺は歩きづらくなっているが、空沼や鬼ヶ城の奇岩を眺めることができる。焼山避難小屋から脇道を移動すると、水たまりがある小さな火口に到達する。これが空沼で1997年など、近年の噴火が多い火口である。鉱山があった時代には、湯沼と空沼には穴が掘られ、湯沼の水を空沼に排水するようになっていた。
焼山山頂付近は硫気変質が著しく、山頂火口や山麓に多くの温泉がある。東側には後生掛温泉、西側には玉川温泉があり、焼山登山への出発点・終着点となっている。後生掛温泉と玉川温泉の間にはバスが運行されており、縦走登山の際に利用をすることができる。火山性ガスによる登山者の事故が起きており、登山道以外の立ち入りは禁止されている。

## 登山コース

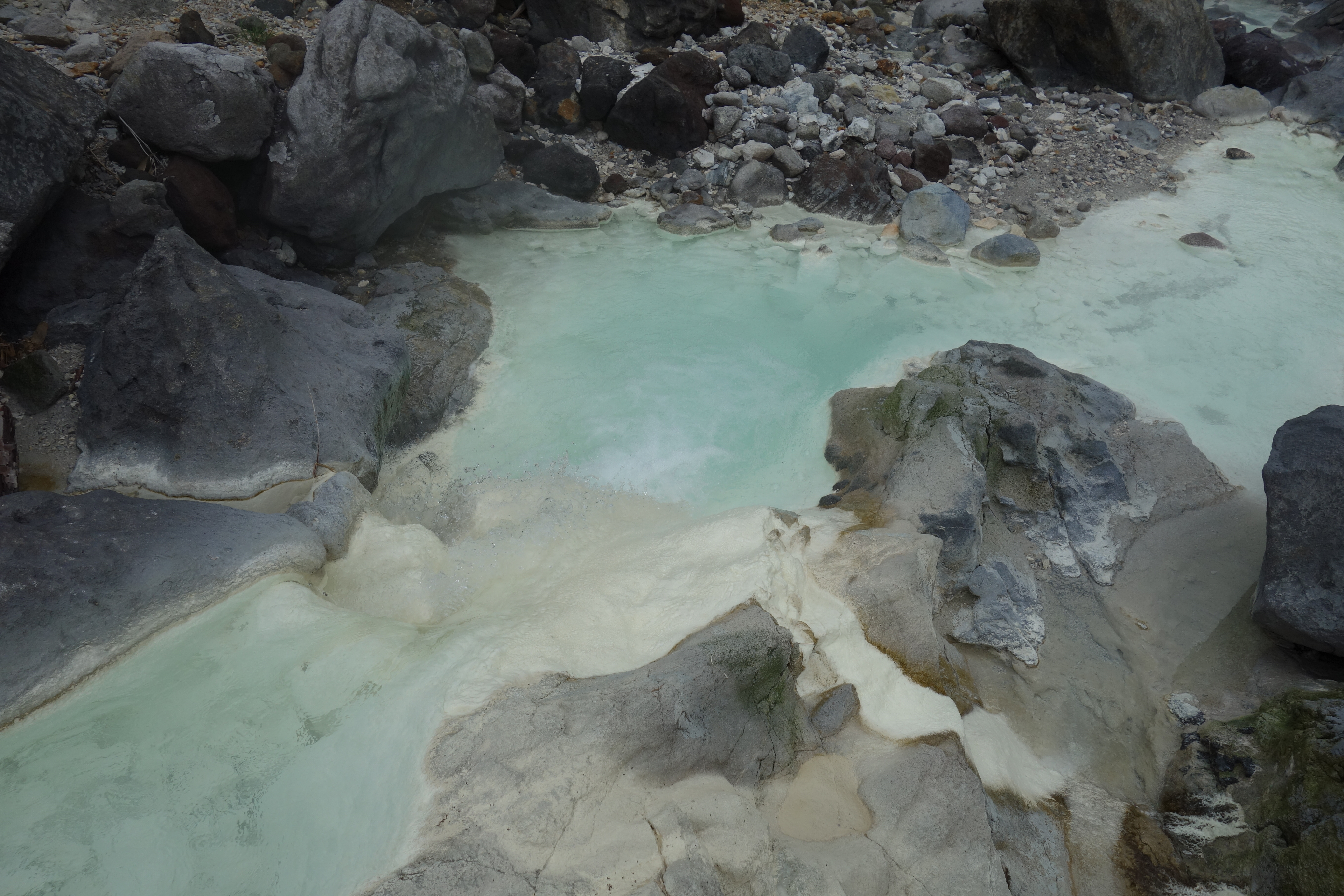
硫黄取りの湯
沢全体が適温の野湯になっている

- 後生掛温泉 - 国見台 - 毛せん峠 - 栂森展望台 - 焼山避難小屋 -  鬼ヶ城 - 名残峠 - 山頂 - 冷水場 - 玉川温泉
- 後生掛温泉 - ベコ谷地[3] - 澄川地熱発電所PR館分岐 - 湯ノ沢 - 硫黄取りの湯(野湯)[4] - 鉱山跡 - 空沼のやせ尾根 - 焼山避難小屋 -  鬼ヶ城 - 名残峠 - 山頂

- 野湯を通るコースはコース途中にある空沼の噴火や有毒ガスの発生によって通行が規制されていた。近年規制が解除され、ロープが張られ登山道が確保されている。
- 湯ノ沢は、沢全体が適温の野湯になっている場所もあるが、有毒ガスの関係もあり入浴等での利用は個人の責任で行うように位置づけられている。

## 伝説
奥州征伐に来た坂上田村麻呂は、蝦夷の大将である大猛丸を八幡平で討ち取った。しかし、登鬼盛という武将は難を逃れ、鬼ヶ城に立てこもり、決戦を迎えた。カルデラの中に突き出た溶岩ドームは、周囲を急斜面で囲われ、その頂きに立てばどんな方向から攻められても優位に立てる。しかし力及ばず、登鬼盛も討ち取られてしまったと言われている。史実では、坂上田村麻呂はこの地には到達していない。

## 火山活動
- 50万年前 古焼山溶岩流の流出で、秋田焼山の形成が始まる。
- 7.3万 - 3.4万年前 溶岩や火山灰を繰り返し噴出し、主要な火山帯が形成される。
- 5000 - 1600年前 溶岩ドームを形成する噴火が3回発生する。
- 807年（大同2年） 噴火?
- 1678年（延宝6年）2月21日 噴火、降灰。
- 1867年（慶応3年） 噴火?
- 1887年（明治20年） 噴火?
- 1890年（明治23年）9月23日 噴火?降灰?
- 1929年（昭和4年）9月 噴火?降灰?
- 1948年（昭和23年） 噴火。泥粒が5 - 7kmにわたり、飛散。

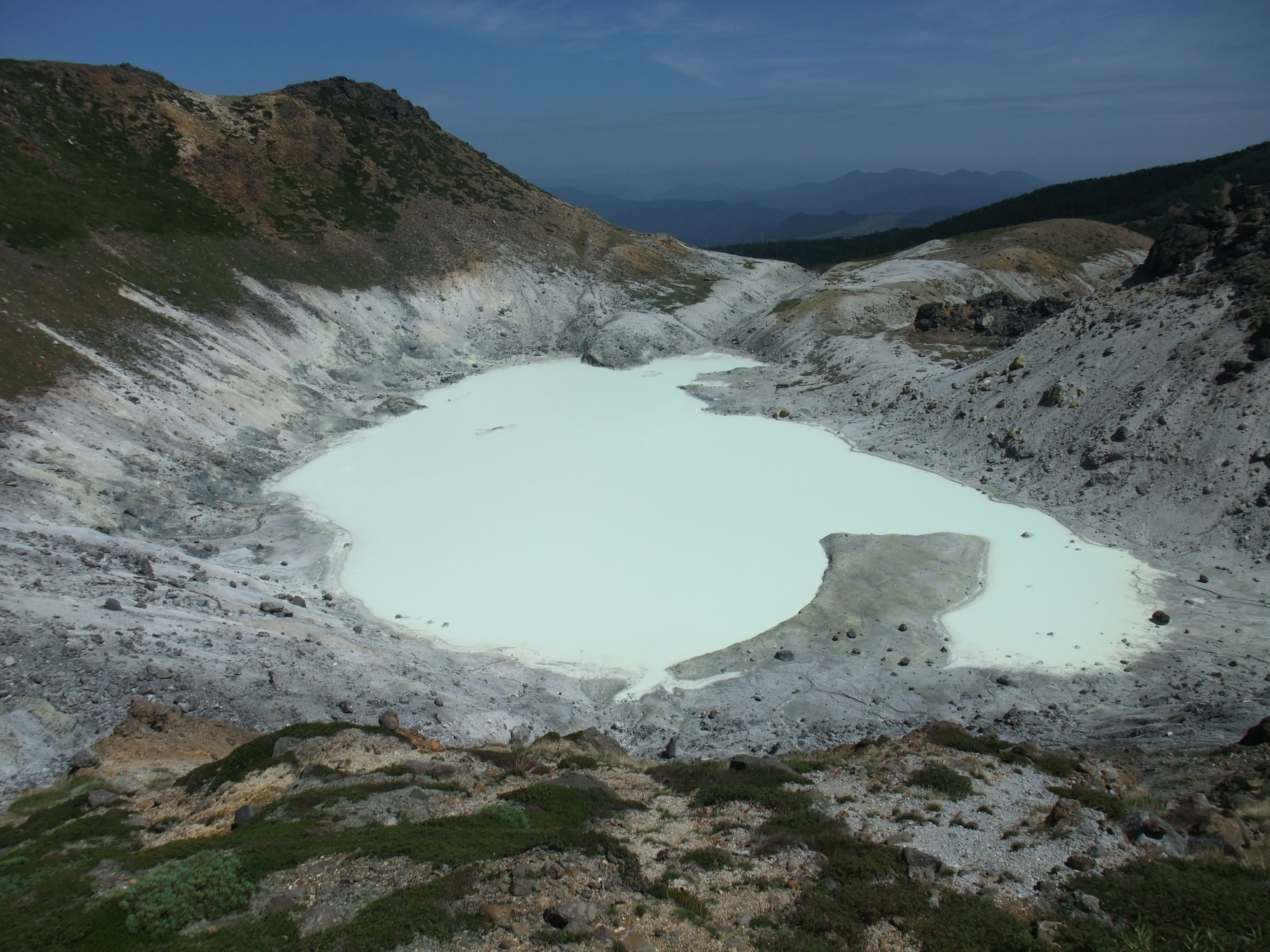
名残峠から見た火口湖の湯沼（2010年8月）
盛んに噴煙を上げている

- 1949年（昭和24年）8月30日 - 9月1日 噴火。空沼（旧火口）の4か所で噴火があり、厚さ0.8m、長さ200m程度の泥流を流出。
- 1951年（昭和26年） 噴火。泥飛散。
- 1957年（昭和32年） 噴火。泥流。
- 1997年（平成9年）
  - 5月11日 北西山麓の山頂より北東約4kmにある澄川温泉で、地すべりに伴い、水蒸気爆発[5]。
  - 8月16日 噴火。火山性微動の発生とともに空沼火口で水蒸気爆発[6]。
- 2013年（平成25年） 7月10日、気象庁は秋田県の秋田焼山について、7月25日13時00分より噴火警戒レベルを導入すると発表した秋田焼山の噴火警戒レベルの運用を開始します 気象庁 (PDF) 。現在の状態について、仙台管区気象台火山監視・情報センターは「静穏に経過しており、レベル1に相当する。噴火の兆候は認められない」としている。